# Sylvia Walby

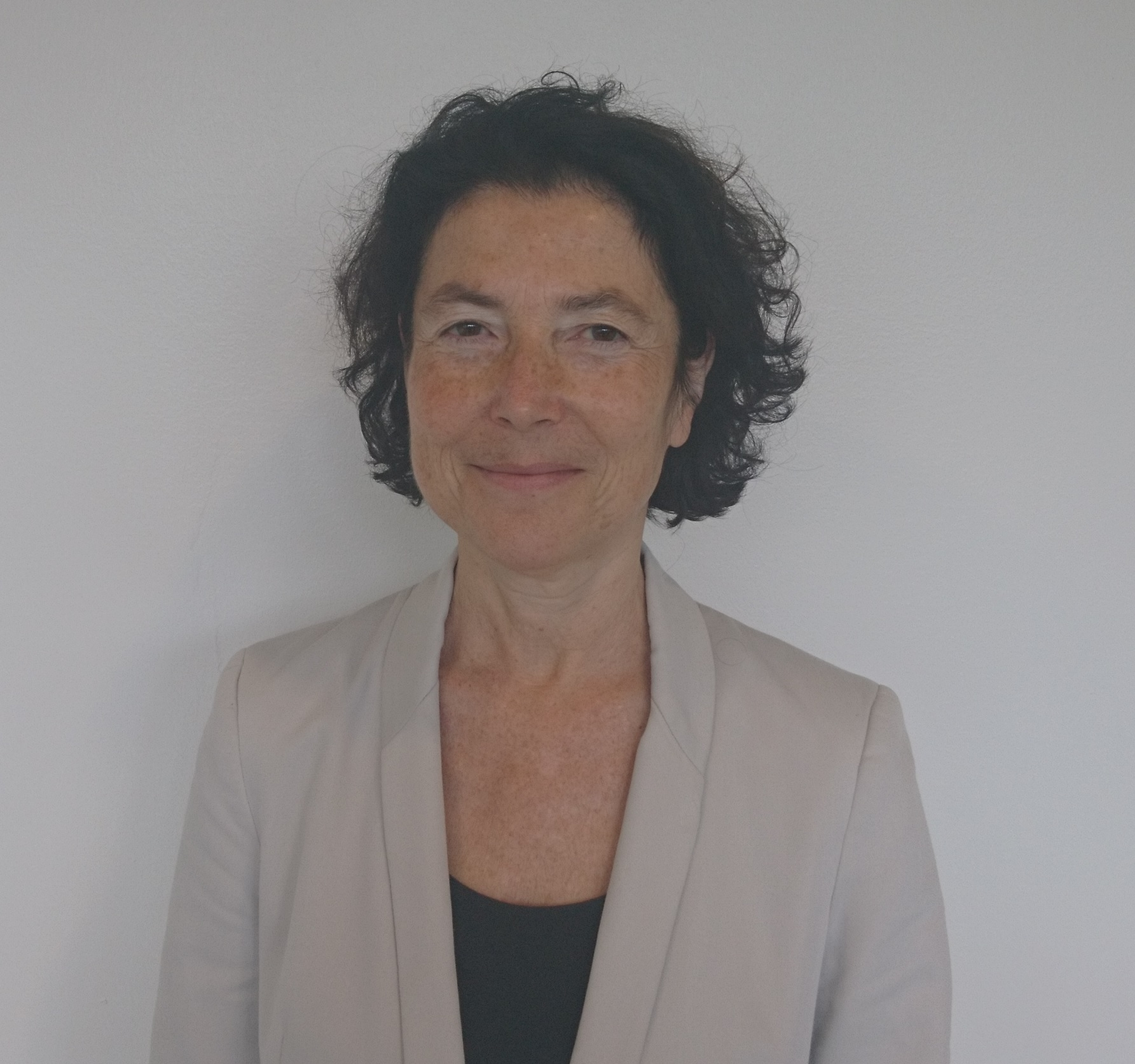
Sylvia Walby, 2018

Sylvia Theresa Walby OBE (* 16. Oktober 1953) ist eine britische Soziologin, die seit 2023 als Professorin an der Royal Holloway, University of London forscht und lehrt. Für ihre Verdienste um Chancengleichheit und Diversität wurde sie als OBE ausgezeichnet. Sie war Gründungspräsidentin der European Sociological Association.
Walbys arbeitet an einer Gesellschaftstheorie, die Gewalt und Geschlechterverhältnisse berücksichtigt. Bevor sie nach London wechselte, war sie, seit 2008, Inhaberin des UNESCO-Lehrstuhls für Genderforschung an der Lancaster University.
2018 wurde Walby mit dem Anneliese-Maier-Forschungspreis ausgezeichnet, 2022 zum Mitglied der British Academy gewählt.

## Schriften (Auswahl)
- Crisis. Polity Press, Cambridge (UK)/Malden 2015, ISBN 978-0-7456-4760-9.
- Globalization and inequalities. Complexities and contested modernities. SAGE Publications, Los Angelese 2009, ISBN 978-0-8039-8517-9.
- Gender transformations. Routledge, London/New York 1997, ISBN 0-415-12080-2.
- Patriarchy at work. Patriarchal and capitalist relations in employment. Polity Press in association with B. Blackwell, Cambridge/Oxford 1986, ISBN 0-7456-0157-X.